# 恬墨書舍

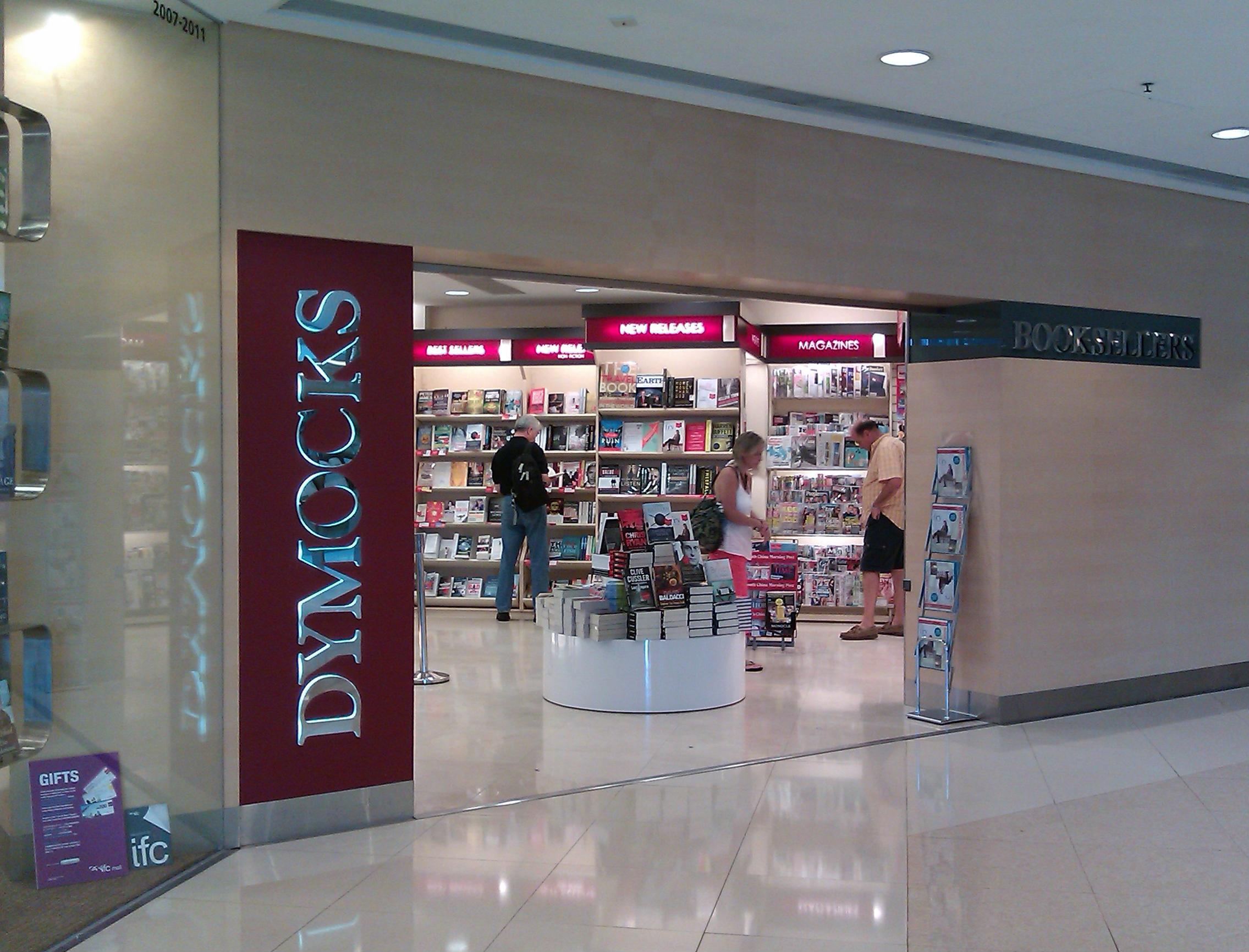
位於中環國際金融中心，香港商場的分店

恬墨書舍（Dymocks Booksellers，讀音Dimmicks）是澳大利亚的一家連鎖書店。

## 歷史
在1879年，William Dymock 在澳大利亚的悉尼開設了首家店鋪。在1986年恬墨書舍成為特許經營式連鎖店，并在澳大利亞各州、新西蘭和香港都开設了分店。
在1999年，恬墨書舍與南華早報達成協議，建立了Dymocks Franchise Systems (China) Limited，以便及後在中國大陸及香港開設分店。現在恬墨書舍在澳大利亞各州、新西蘭、新加坡和香港都設有分店。
在2006年，為與Amazon.com等网络書店競爭，恬墨書舍開辦了网络書店。

## 在香港
恬墨書舍在香港設有12間分店，分別設於中環國際金融中心商場、中環擺花街、中環中建大廈、灣仔北海港中心、灣仔合和中心、淺水灣、跑馬地成和道、皇室堡、西貢、愉景灣、東涌城、山頂廣場。

恬墨書舍 中環IFC旗艦店，2015年1月25日會先結束。恬墨書舍 在香港辦事處隨即在下月結束，其餘五家分店亦會陸續改名，不再用恬墨書舍商標。恬墨書舍 2012年已先結束三家分店。

## 外部連結
- 恬墨書舍官方網頁 （页面存档备份，存于）
- 香港恬墨書舍官方網頁 （页面存档备份，存于）